# Tracey Crouch
Tracey Crouch, née le 24 juillet 1975, est une femme politique eurosceptique britannique.
De 2015 à 2019, elle est ministre des Sports dans les gouvernements de Theresa May.
Membre du Parti conservateur, elle est députée pour la circonscription de Chatham & Aylesford dans le Kent de 2010 à 2024.
En janvier 2018, elle est nommée par Theresa May pour diriger un groupe pangouvernemental responsable des politiques liées à la solitude,,,.